# Robert Venturi

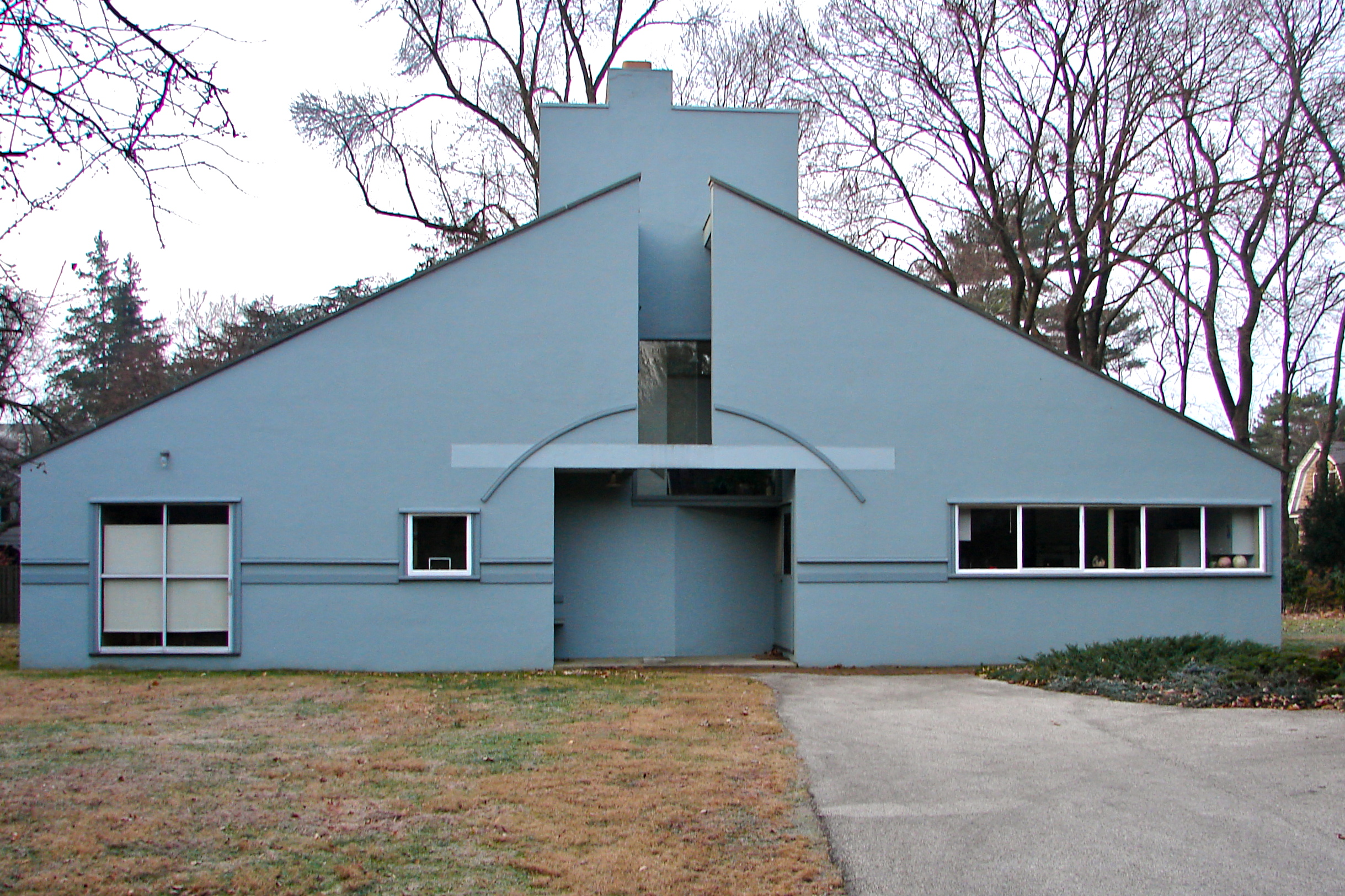
Vanna Venturi House i Philadelphia.

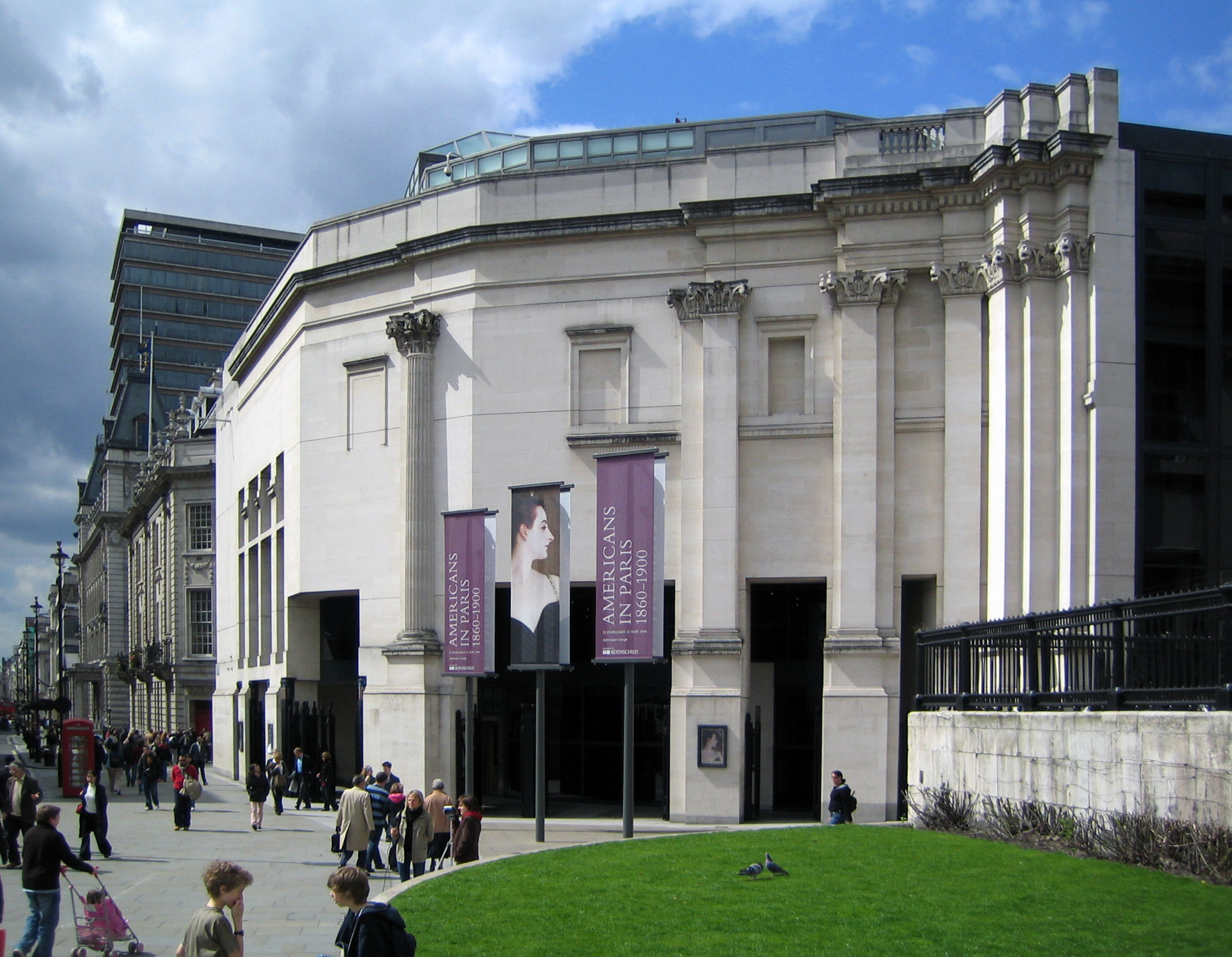
Sainsbury Wing på National Gallery i London.

Robert Charles Venturi, Jr., född 25 juni 1925 i Philadelphia, Pennsylvania, död 18 september 2018 i Philadelphia, Pennsylvania, var en amerikansk arkitekt och arkitekturteoretiker.
En av Roberts Venturis mest kända byggnader är huset han 1965 ritade åt sin mor, Chestnut Hill House (även kallat Vanna Venturi House) i Philadelphia, Pennsylvania.
Han var antimodernist och har blivit känd för att ha ändrat uttrycket "Less is more" till "Less is a bore".
Robert Venturi mottog Pritzkerpriset 1991. Han mottog även arkitekturpriset AIA:s guldmedalj år 2016 tillsammans med Denise Scott Brown.

## Verk i urval
- Vanna Venturi House i Philadelphia, USA, 1964
- Sainsbury Wing på National Gallery i London, 2006

## Fotogalleri

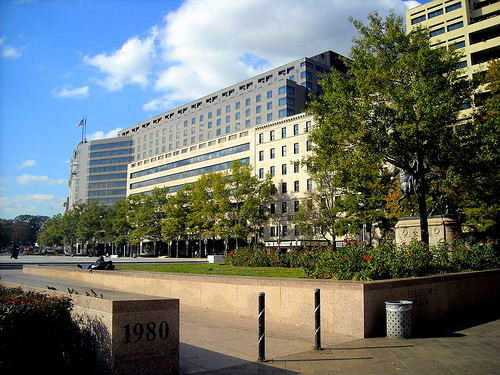
Freedom Plaza i Washington, D.C., 1980.
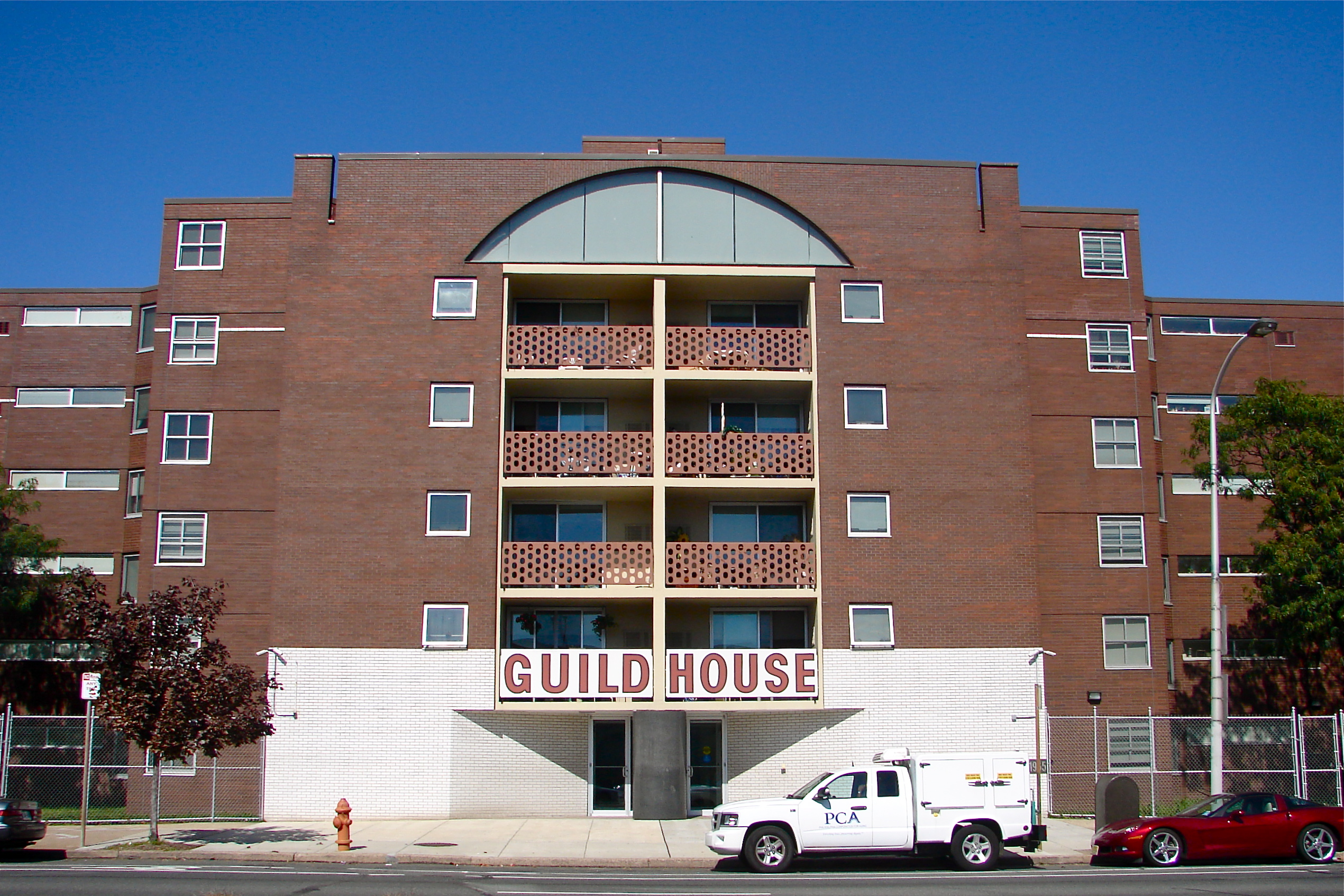
Guild House i Philadelphia, 1964.
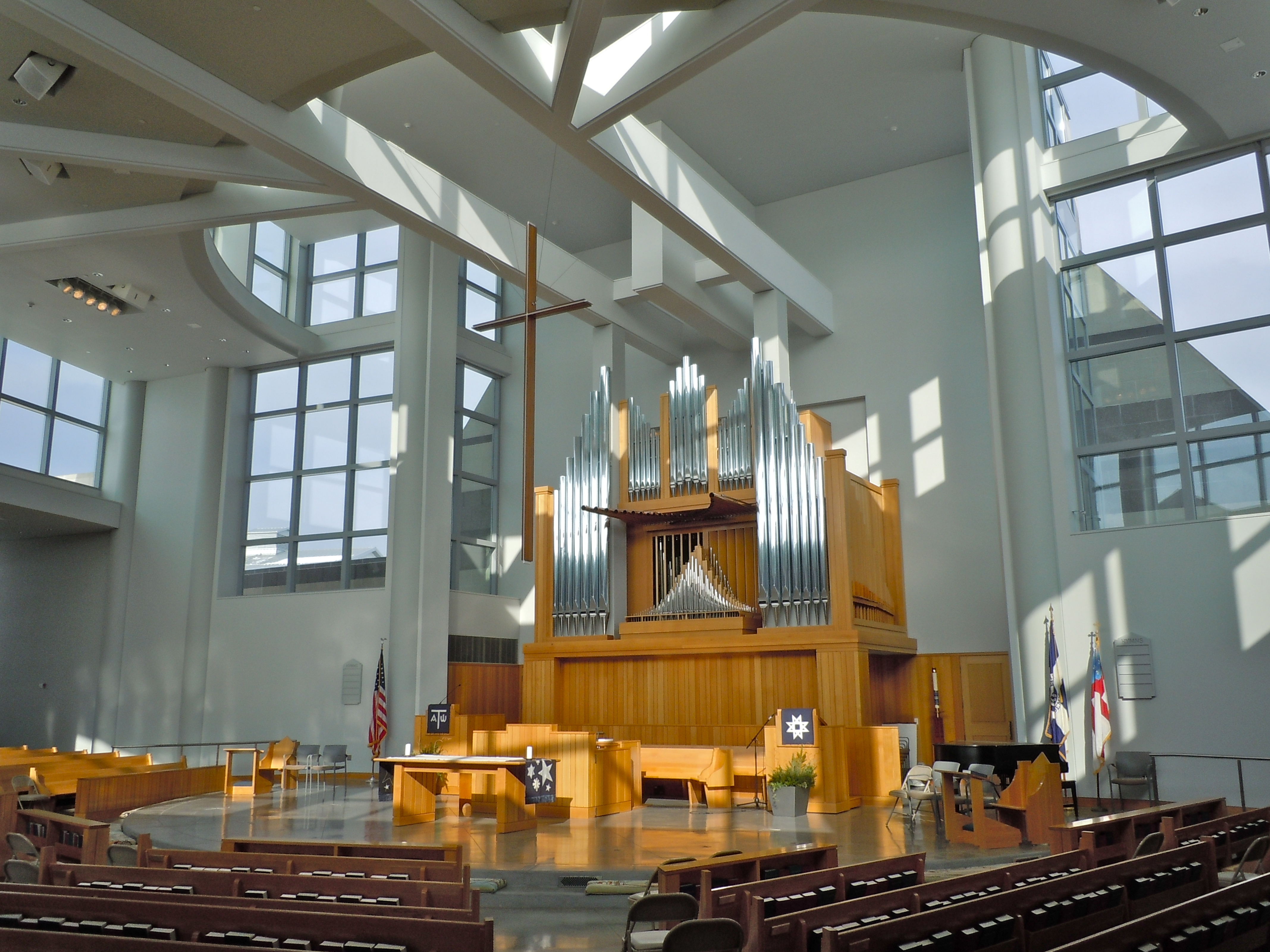
Kapell på Episcopal Academy, Newtown Square, Pennsylvania.
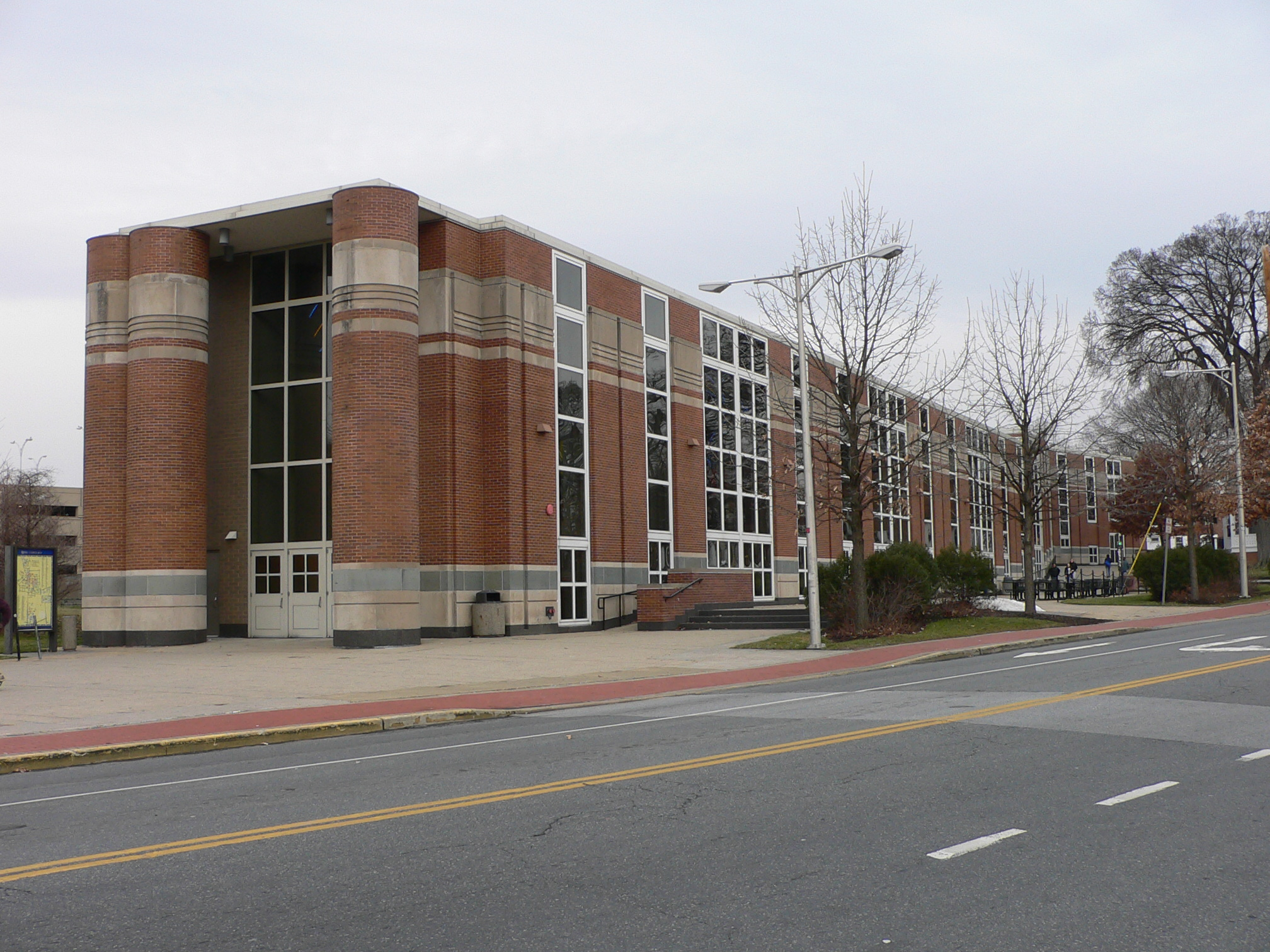
Trabant Student Center, University of Delaware.